# Samuel Hodgetts
Samuel Ernest Hodgetts (ur. 27 października 1887 w Birmingham, zm. w 1944 r. tamże) – brytyjski gimnastyk, medalista olimpijski.
Uczestniczył w rywalizacji podczas IV Letnich Igrzysk Olimpijskich rozgrywanych w Londynie w 1908 roku. Wystartował tam w jednej konkurencji gimnastycznej. W wieloboju indywidualnym mężczyzn zakończył rywalizację na szóstym miejscu z wynikiem 266 punktów.
Cztery lata później uczestniczył w rywalizacji na V Letnich Igrzyskach olimpijskich rozgrywanych w Sztokholmie w 1912 roku. Startował tam w dwóch konkurencjach gimnastycznych. W wieloboju indywidualnym, z wynikiem 108,50 punktu, zajął 25. miejsce na 44 startujących zawodników. W wieloboju drużynowym w systemie standardowym zajął z drużyną trzecie miejsce, przegrywając jedynie z drużyną włoską i węgierską.
W 1920 roku podczas VII Letnich Igrzyskach Olimpijskich w Antwerpii Hodgetts wziął udział w jednej konkurencji gimnastycznej. W wieloboju drużynowym mężczyzn brytyjska drużyna gimnastyczna zdobyła 290,115 punktu i zajęła ostatnie, piąte miejsce.
Reprezentował barwy City of Birmingham Gymnastics Club.